# Dorothy Ferguson
Dorothy Ferguson detta Dottie Kay (Virden, 17 febbraio 1923 – Rockford, 22 maggio 2002) è stata una giocatrice di baseball canadese di ruolo seconda base, terza base e esterno nella All-American Girls Professional Baseball League (AAGPBL).
È stata introdotta nella National Women's Baseball Hall of Fame nel 2003.

## Biografia
Nata in Canada, amante dello sport dalla giovane età cominciò a praticare pattinaggio a rotelle e poi softball. Nel 1939 divenne campionessa nordamericana di pattinaggio di velocità su ghiaccio. Venne quindi scelta per rappresentare il Canada alle Olimpiadi 1940 a Tokyo poi spostate a Helsinki e in seguito annullate a causa della guerra. Nel 1945 si trasferì negli Stati Uniti e cominciò a giocare nelle Rockford Peaches nel AAGPBL, il campionato di baseball femminile dove vinse quattro titoli in nove anni e fu una delle migliori giocatrici e fu molto versatile infatti giocò come seconda base, terza base e esterno. Nel 1949 sposò Donald Key, membro della squadra canadese di atletica leggera e da allora giocò con il nome di "Dottie Key".
Dal 1988 Dottie Key e le altre ragazze che hanno rappresentato il Canada nell'AAGPBL fanno parte dell'esposizione permanente presso la Baseball Hall of Fame and Museum di Cooperstown nello Stato di New York, che è dedicata all'intero campionato piuttosto che a ogni singolo giocatore. Ha anche ottenuto induzioni nella Canadian Hall of Fame e Museum (1998), nella Manitoba Softball Hall of Fame (1998) e nella National Women's Baseball Hall of Fame (2003). La sua uniforme da trasferta con il numero 12 fa parte della mostra Women in Baseball a Cooperstown. Era residente da molto tempo a Rockford, nell'Illinois, dove morì di cancro all'età di 80 anni. È stata inserita nella National Hall of Baseball Hall of Fame nel 2003.

## Palmarès

### Club
- All-American Girls Professional Baseball League: 4

Rockford Peaches: 1945, 1948, 1949, 1950